# Manu propria
Manu propria (lateinisch, Abkürzung m.p., mppria, mppa oder mpria) ist eine im Ablativ deklinierte lateinische Phrase, die mit „mit eigener Hand“ oder mit „eigenhändig“ übersetzt werden kann. Es wurde auch die Variante propria manu verwendet.
Dieser Hinweis wurde von einem Autor oder Vertragspartner hinter seine Unterschrift gesetzt, um zu dokumentieren, dass er das Schriftstück eigenhändig unterschrieben habe. Auf diese Weise wurde zwischen einer Originalunterschrift und einer kopierten unterschieden. Mitunter fehlt auch m[anu], und es steht nur ppria oder es fehlt ria und es steht nur mpp.
Die eigenhändige Unterschrift ersetzte zu Beginn der Renaissance das Siegel, was mit dem Reflektieren der eigenen Person in dieser Epoche in Zusammenhang steht. In Dokumenten des 16. und 17. Jahrhunderts wurde die „m. p.“-Abkürzung gern in Form von kalligrafisch aufwändigen Schleifen, im 18. Jahrhundert oft als gitterförmiges Ornament an die Unterschrift angehängt. Der „m. p.“-Zusatz wurde auch bei gedruckten Verlautbarungen, wie z. B. Bekanntmachungen von Herrschern, der Unterschrift der zeichnenden Person hinzugefügt. Damit sollte dem Druckerzeugnis mehr Authentizität verliehen werden.
Später wurde bei Abschriften von Originalurkunden in Österreich auch die deutsche Form e. h. (= eigenhändig) üblich, die auch heute noch im eigenhändigen Schriftverkehr in Österreich gebräuchlich ist.

## Weblinks

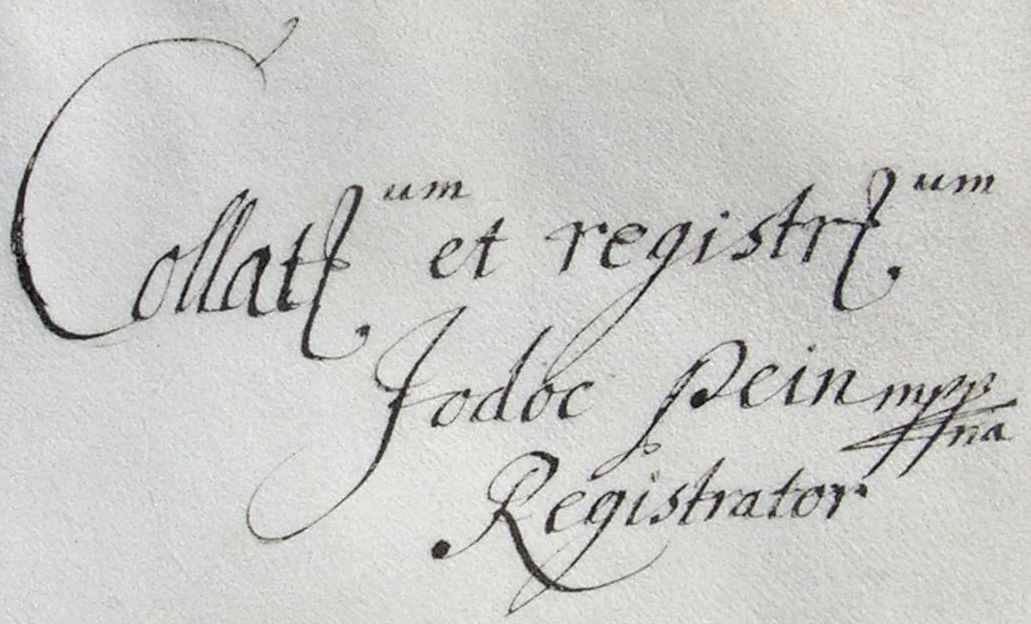
Jodoc Pein mppria im Adelsbrief für André Falquets